# Харизматичний рух
Харизматичний рух — рух всередині християнства, в основному серед протестантських громад.

## Історія виникнення
Харизмати — це євангельський рух у християнстві, який відбувся під впливом п'ятдесятництва і має з ним спільне богословське навчання, іноді називають неоп'ятдесятництво.
Такі слова, як «харизматичний рух» або «харизматичне оновлення», будуть використовуватися з посиланням на той релігійний рух, який з'явився всередині багатьох основних церков у 1960-ті роки і характеризувався наголосом, поставленим на досвід так званого «хрещення Святим Духом». Оскільки його основні вірування походять з п'ятдесятництва, у деяких колах він отримав назву неоп'ятдесятництво. Рух усередині Лютеранської церкви Місурійського синоду поступово і все більше набуває назви «харизматичний», ніж «неоп'ятдесятницький». Власне харизматичний рух починає розповсюджуватися з 1960 роках на початку у протестантському середовищі США, швидко перекинувшись і на інші континенти. З часом харизматичний рух поширився не лише серед протестантських деномінацій, але й у межах католицької церкви (з 1967) та окремих закордонних православних церков (з 1968).
На сьогодні харизматичний рух є поширеним в усьому світі. Вважається, що більш ніж 600 мільйонів п'ятидесятників та харизматів у світі. Саме стільки християн ідентифікують себе як послідовників цієї течії. За даними експертів у світі є 140 мільйонів католиків-харизматів.
Людину буде визначено як «харизмата», якщо вона сама ототожнює себе з харизматичним рухом, бере участь у характерних їм переживаннях та усуспільненні, читає їхню літературу, ходить на харизматичні збори, залучається до елементів богослов'я і способу життя, що випливають з цього руху.

## Вчення харизматів
Послідовники харизматичного руху вважають, що в історії християнства завжди були групи, які подібно до них, наголошували на необхідності прояву у житті віруючих «дарів Духа Святого» і практикували такі дари. Таким чином представники харизматичного руху простежують свою історію до ранньої Церкви, часів Христа та Його апостолів. До своїх попередників вони зараховують, наприклад, монтаністів, рухи релігійного пробудження, пов'язані з іменами Ч. Фіннея, Д. Веслі, Д. Едвардса, Д. Вайтфілда тощо.
Католики-харизмати в свою чергу наголошують ідентичність свого світогляду з доктринами католицької церкви, наголошуючи при тому що в житті католицької церкви «дари Духа Святого» були завжди присутні.

## Назва та конгрегація
Назва цієї релігійної течії походить від грецького «харизма» — дар благодаті або Божий дар. Отже, послідовники харизматизму наголошують на прояві дарів благодаті або духовних дарів (дару «інших мов», зцілення, пророцтва тощо) у житті віруючих. Вважається, що віруючий отримає ті чи інші дари після його хрещення Духом Святим, видимою ознакою якого виступає якраз здатність говорити незнайомими мовами.
Харизматичний рух не складає якоїсь однієї певної церкви, а представлений великою кількістю різних релігійних груп, як повністю незалежних, так і об'єднаних в різні союзи. Також харизмати не мають якогось єдиного катехизису. Громади можуть мати відмінності між собою в окремих богословських та культових положеннях, водночас між ними є багато спільного. Це дозволяє робити певні узагальнення.

### Святе Письмо
Харизмати розглядають як єдиний фундамент своєї віри Святе Письмо.

### Трійця та покаяння
Подібно до усіх християн харизмати вірять в Трійцю. Вони вірять, що Ісус Христос, Істинний Бог і Єдинородний Син Божий, є єдиним Спасителем людства і кожної людини в окремості. Спасіння людини відбувається по благодаті через віру в Ісуса Христа та Його жертву. Видимою формою прийняття жертви Ісуса Христа виступає покаяння. Вважається, що людина, яка покаялась, народжується згори і отримує спасіння.

### Хрещення Духом Святим
Кожен віруючий має пережити хрещення Святим Духом зі знаменням інших мов і отримати дари Духа. Особливо наголошується на дарі пророцтва та дарі зцілення. Вважається, що Господь дає послідовникам Свою надприродну силу, яка реалізується через чудеса.

### Очікування
Харизмати вірять у другий прихід Ісуса Христа, воскресіння мертвих, вічне блаженство віруючих і вічне відділення від Бога для невіруючих.

### Обов'язки
Своїм повсякденним обов'язком харизмати вважають проповідь Євангелія Ісуса Христа для спасіння невіруючих людей. При цьому проповідь може супроводжуватися чудесами та знаменнями, згідно з 16 розділом Євангелія від Марка.

### Структура церков
Харизмати сповідують принцип незалежності релігійних громад, що проте не перешкоджає громадам добровільно об'єднуватися у союзи. Для кожної громади є характерною власна форма проведення богослужінь, хоча звісно існують і загальні риси: глосолалія, звершення зцілень, молитви за хрещення Духом Святим тощо. Значне місце приділяється співу в супроводі зазвичай молитви й музики або, як його називають харизмати-прославленні та поклонінні. Вони є частиною богослужіння багатьох харизматичних громад, й зокрема швидкі пісні супроводжуються часом танцями. Під час богослужіння вірні закликаються до співучасті у ньому через участь у співі, танцях тощо. Крім офіційного недільного богослужіння для харизматичних громад є характерною організація і проведення так званих малих або домашніх груп протягом тижня — зібрань віруючих за місцем проживання по 6–12 осіб для спільного дослідження Біблії та молитви. Ієрархія відсутня, проте кожна громада чи група громад мають свого визнаного харизматичного лідера, також в громадах є лідери малих груп і інші служителі. Для окремих харизматичних громад є характерною рівність у релігійному відношенні між чоловіками та жінками, можливість для останніх стати пасторами чи місіонерами.
Харизматичному руху властивий певний екуменізм, переконання в благодатності служіння будь-якої церкви чи конфесії. Міжконфесійні розбіжності сприймаються як порушення Ісусової заповіді любові. Тому в громадах не схвалюється критика тих чи інших християнських віровчень, вірні закликаються до любові і шанобливого ставлення у відношенні до прихильників інших християнських течій.

## Харизматичний рух в Україні
В Україні розвиток харизматичного руху почався з початку 90-х років минулого сторіччя з часу проголошення незалежності країни і встановлення сприятливіших умов для діяльності церков. Харизматичний рух в Україні набув свого розвитку за рахунок молодіжного середовища п'ятидесятницьких та баптистських церков, а також хвилі духовного пробудження початку 90-х років.
Якщо на 1 січня 1992 р. в Україні було зареєстровано 27 харизматичних громад, то на 2005 рік їх нараховується близько 920, а на 01.01.2016 — 2599 місцевих громад. Переважна частина з них об'єднана у кілька харизматичних об'єднань, зокрема:
- Об'єднання незалежних харизматичних християнських церков України (Повного Євангелія); (засновано у 1995 році, після перереєстрації у лютому 2015 року носить ім'я Центр харизматичних християнських церков України (Повного Євангелія), очолює старший єпископ — Анатолій Гаврилюк)
- Українська християнська євангельська церква (заснована у 1990 році, очолює старший єпископ — Леонід Падун)
- Духовне управління Церков євангельських християн;
- Об'єднана Християнська Євангельська церква Живого Бога;[8]
- Об'єднання Євангельських церков України;

Кількість служителів харизматичних громад зросла з 40 у 1993 році до 1600 на 2005 рік.
Для харизматичних церков властива активна проповідницька і благодійна діяльність: проповідь серед політичної і бізнесової еліти, робота з наркоманами і алкоголіками, зокрема через заснування реабілітаційних центрів, проповідь серед представників певних національних груп, зокрема ромів, благодійна допомога різним потребуючим категоріям населення, активна місіонерська діяльність в Україні, а також країнах ближнього та далекого зарубіжжя тощо. Діють духовні навчальні заклади для підготовки служителів для церков і місіонерів. Існують харизматичні телеканали або телепередачі на інших каналах. Проводиться активна видавнича діяльність, в тому числі видається 33 періодичних видання, видаються аудіо- та відеоматеріали. Останнім часом лідери харизматичних церков намагаються грати активну роль у суспільних, зокрема політичних, процесах. Практикуються масові відкриті богослужбові чи громадські акції: Марші Ісуса, Фестивалі Ісуса, марші проти СНІДу, конференції із залученням відомих закордонних харизматичних проповідників тощо. При багатьох харизматичних церквах діють телефони довіри для допомоги тим, хто опинився у проблемній ситуації. Це призводить до доволі швидкого зростання числа харизматичних громад і кількості послідовників цієї течії християнства. Зокрема, форма проведення богослужінь, пісні, танці, поклоніння сприяють залученню молоді до харизматичних громад. Оскільки переважна більшість харизматичних громад в Україні поки що не має своїх власних приміщень, їхні богослужіння відбуваються в орендованих кінотеатрах, концертних залах тощо. Цьому сприяє відсутність обов'язкової символіки, а також переконання, що Бог перебуває повсюди, де християни збираються для поклоніння Йому.
Релігійні організації харизматичних церков функціонують у всіх областях держави і нараховують в Україні 1469 організацій, що становить на початок 2013 року 13,8 відсот. від загальної кількості протестантських громад України або 4,0 відсот. загальнодержавної мережі релігійних організацій, проти 1272 організацій або 3,7 відсот., що діяли на початок 2009 року. Відтак, простежується тенденція до збільшення впродовж останніх 4 років питомої ваги харизматичних релігійних організацій в загальнодержавній складовій (з 3,7 до 4,0). Приріст кількості їх релігійних громад за ці 4 роки становив 197 одиниць, а у 2012 році — 92 одиниці або 6,3 відсот., що є вищим від загальнодержавного (1,4 відсот.) показника приросту. Зазначені релігійні організації представлені в Україні згромадженнями: церкви Повного Євангелія (699), Української християнської євангельської церкви (179), релігійними організаціями церкви живого Бога (52), іншими харизматичними релігійними організаціями (539). Найбільша кількість харизматичних організацій зосереджена у Південно-Східному регіоні, зокрема у Донецькій області, та Північно-Центральному регіоні.